# Jerzy Śmiałek
Jerzy Śmiałek (ur. 27 czerwca 1938 w Piekarach Śląskich, zm. 12 grudnia 2018 w Katowicach) – polski samorządowiec, prezydent Katowic w latach 1990–1994, z wykształcenia ekonomista.

## Życiorys
Syn Emila i Agnieszki. Od 1962 pracował w przedsiębiorstwach transportowych, w tym do 1967 w Wojewódzkiej Kolumnie Transportu Sanitarnego, w latach 1967–1981 w Spółdzielni Transportu Wiejskiego, następnie jako dyrektor Zakładu Transportu Mleczarskiego i od 1986 w Przedsiębiorstwie Transportowym Budownictwa Węglowego. W tym ostatnim zakładzie był także przewodniczącym komisji zakładowej NSZZ „Solidarność”.
W 1990 został wybrany radnym miejskim z ramienia Komitetu Obywatelskiego. W latach 1990–1994 był prezydentem Katowic, wybranym przez zarząd miasta, wyłoniony po wyborach powszechnych, przeprowadzonych w dniu 19 czerwca 1990 roku. W latach 1994–2004  pełnił funkcję Przewodniczącego Zarządu Komunikacyjnego Związku Komunalnego Górnośląskiego Okręgu Przemysłowego. Ponadto, w latach 2000–2003 był Prezesem Zarządu Związku Górnośląskiego. W 2004 przeszedł na emeryturę.
Zmarł 12 grudnia 2018. Został pochowany 17 grudnia 2018 na Cmentarzu przy ul. Henryka Sienkiewicza w Katowicach.

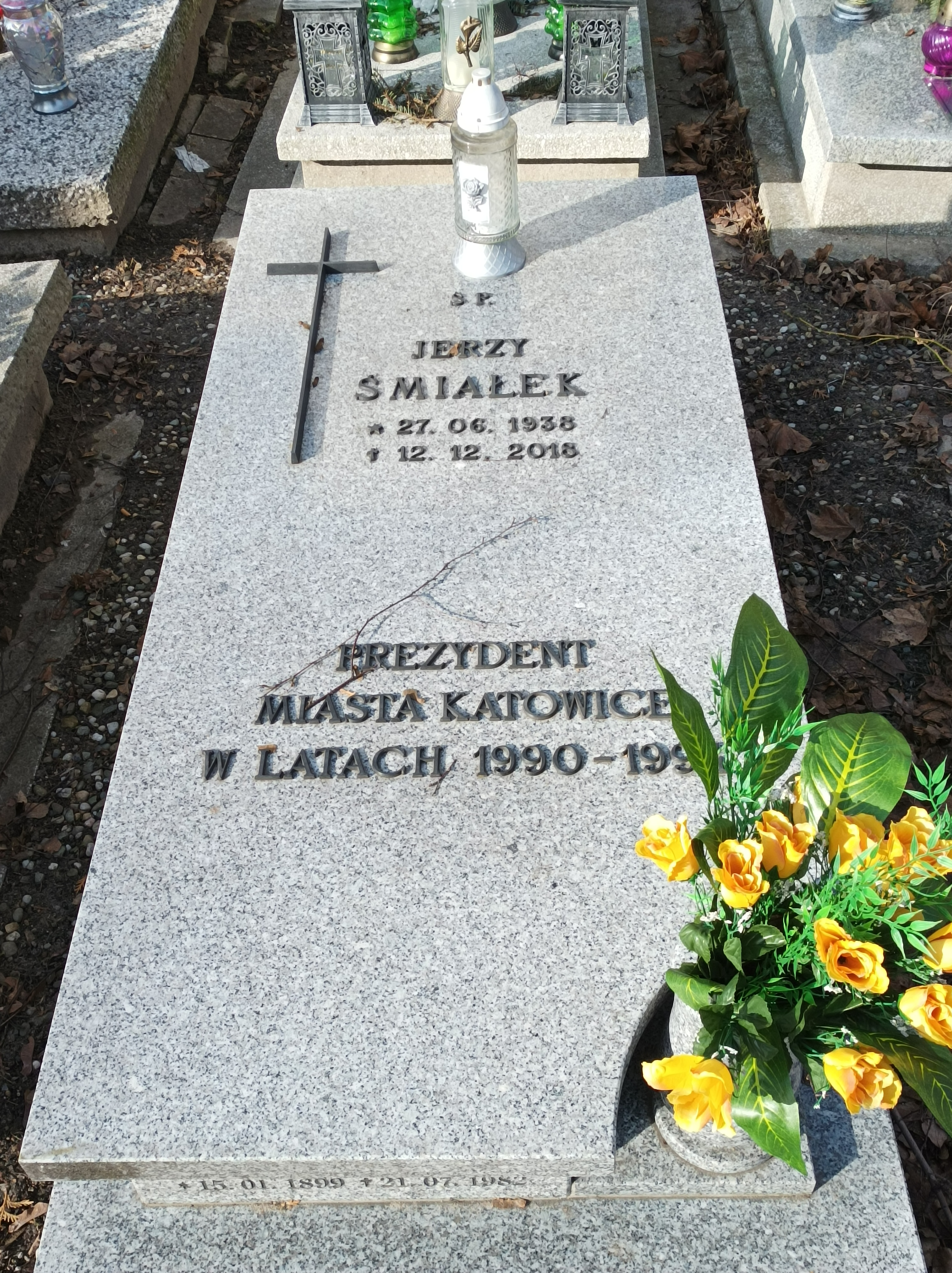
Grób Jerzego Śmiałka na cmentarzu przy ul. Sienkiewicza w Katowicach